# Johnius pacificus
Johnius pacificus är en fiskart som beskrevs av Hardenberg, 1941. Johnius pacificus ingår i släktet Johnius och familjen havsgösfiskar. Inga underarter finns listade i Catalogue of Life.